# Spezial-Brauerei Schierling
La Spezial-Brauerei Schierling est une brasserie à Schierling, dans le Land de Bavière (Allemagne).

## Histoire
L'année 1578 est l'année officielle de création de la brasserie. Déjà à cette époque, le bistrot-brasserie appartient à la brasserie.
À partir de 1834, la brasserie est exploitée par la maison de Tour et Taxis d'abord sous le nom de Fürstliche Regie-Brauerei puis
- 1936 Fürstl. von Thurn und Taxissche Bierbrauerei
- 1950 Fürstl. von Thurn und Taxissche Brauerei Betriebsges. mbH
- 1987 Fürstl. Brauerei Thurn und Taxis

La brasserie de Schierling est la première brasserie à produire de la pils. Dans les années 1980, elle brasse également de la "Weizen fraîchement sorti du tonneau" et du "Schierlinger Roggen".
En 1997, Brauerei Schierling est vendue à Brauerei zum Kuchlbauer à 100 % des actions avec un accord de transfert de profits et pertes, tandis que toutes les autres brasseries Thurn und Taxis sont vendues à Paulaner.
En 2017, il y a eu un changement de génération au sein de Spezial-Brauerei Schierling : Jacob Horsch, fils de Leonhard Salleck, devient directeur général. Depuis, la brasserie est modernisée en termes de durabilité dans le domaine de la technologie de brassage et de l'autoproduction d'électricité. En 2018, le bistrot-brasserie est rénové et propose, outre des plats bavarois, des chambres d'hôtes.

## Production
- Schierlinger Hell 0,5 l
- Schierlinger Hell alkoholfrei 0,5 l
- Schierlinger Pils 0,5l / 0,33 l
- Schierlinger Roggen 0,5 l
- Schierlinger Natur Radler 0,5 l